# Паул фон Вюртемберг
Паул Хайнрих Карл Фридрих Аугуст фон Вюртемберг (на немски: Paul Heinrich Karl Friedrich August von Württemberg; * 19 януари 1785, Санкт Петербург; † 16 април 1852, Париж) е принц от Кралство Вюртемберг. Дядо е на крал Вилхелм II фон Вюртемберг.

## Живот
Той е вторият син на крал Фридрих фон Вюртемберг (1754 – 1816) и първата му съпруга принцеса Августа фон Брауншайг-Волфенбютел (1764 – 1788), дъщеря на херцог Карл Вилхелм Фердинанд и английската принцеса Августа фон Хановер. По-големият му брат е крал Вилхелм I фон Вюртемберг.
Паул се жени на 28 септември 1805 г. в Лудвигсбург за Ернестинската принцеса Шарлота фон Саксония-Хилдбургхаузен (* 17 юни 1787, Хилдбургхаузен; † 12 декември 1847, Бамберг), дъщеря на херцог Фридрих фон Саксония-Алтенбург и Шарлота фон Мекленбург-Щрелиц. По-късно те се разделят.
От 1813 до 1814 г. Паул е на служба при цар Александър I и напуска като руски генерал-лейтенант. От 1817 г. до смъртта си той живее в Париж.
Паул се жени втори път на 26 април 1848 г. за Магдалена Фауста Ангела де Кройз и Ксименес († 27 декември 1852).

## Деца
Паул и Шарлота фон Саксония-Хилдбургхаузен имат децата:
- Фридерика Шарлота Мария (Елена Павловна) (1807 – 1873), омъжена на 20 февруари 1824 г. за руския велик княз Михаил Павлович (1798 – 1849), син на руския цар Павел I
- Фридрих (1808 – 1870), женен на 20 ноември 1845 г. за принцеса Катарина фон Вюртемберг (1821 – 1898), дъщеря на крал Вилхелм I фон Вюртемберг
- Карл Паул Фридрих (1809 – 1810)
- Паулина (1810 – 1856), омъжена на 23 април 1829 г. за херцог Вилхелм фон Насау (1792 – 1839)
- Фридрих Август Еберхард (1813 – 1885), женен (морганатичен брак) на 14 ноември 1868 г. за Мари Бетге, Фрау фон Варденберг (1830 – 1869)

Паул и Магдалена Фауста Ангела имат една дъщеря:
- Паулина Маделайне Ксиминес, графиня фон Хоенфелзен (1825 – 1905), омъжена на 24 август 1843 г. в Париж за граф Родолф Август Густав дьо Ментесуй

Паул има една незаконна дъщеря с Фридерика Маргрета Порт (* 22 август 1776: † 9 юни 1860), дъщеря на Йохан Карл Порт (1748 – 1794) и Каролина (ок. 1752 – сл. 1797):
- Каролина Аделхайд Паулина фон Ротенбург, омъжена на 16 февруари 1836 г. в Аугсбург за барон Карл фон Пфефел (1811 – 1890)